# 大科尼格爾山

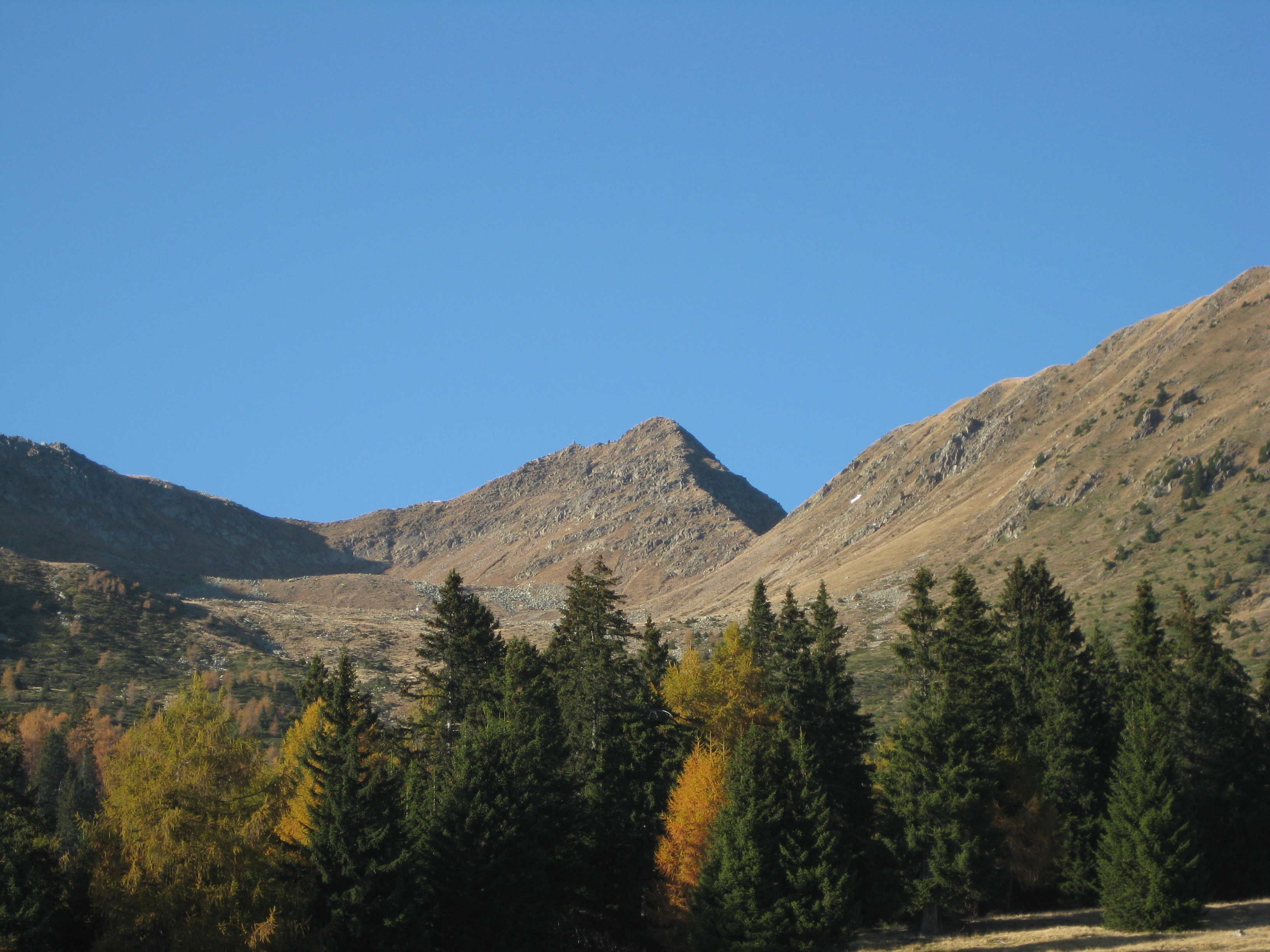

46°31′04″N 11°01′35″E / 46.517827°N 11.026347°E
大科尼格爾山（德語：Großer Kornigl），是意大利的山峰，位於該國東北部，由博爾扎諾-南蒂羅爾自治省負責管轄，屬於奥特莱斯山的一部分，海拔高度2,418米。